# 럼

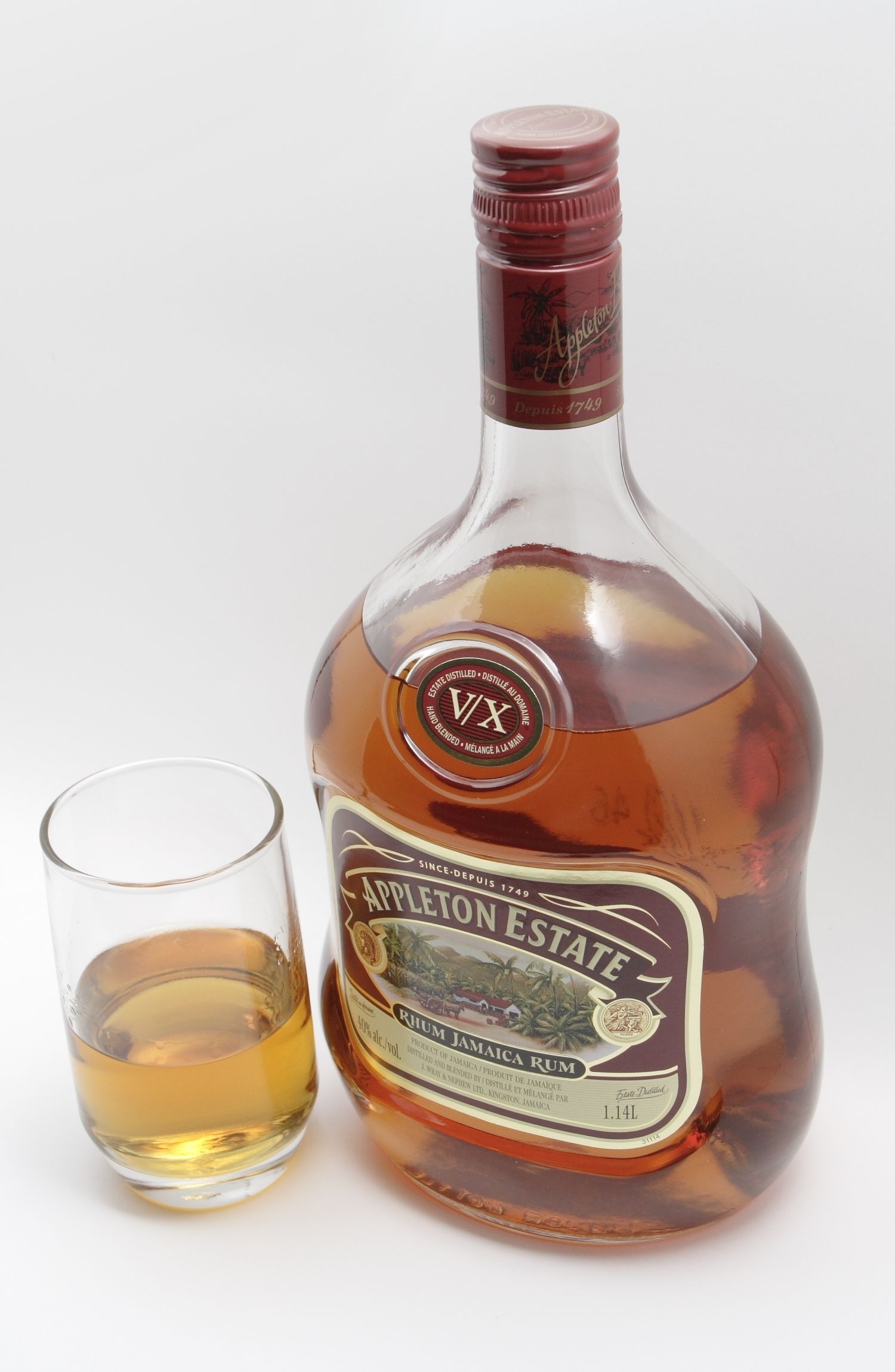
럼

럼(rum, 문화어: 람)은 럼주라고도 하며, 사탕수수를 착즙해서 설탕을 만들고 남은 찌꺼기인 당밀이나 사탕수수 즙을 발효시킨 뒤 증류한 술이다. 크리스토퍼 콜럼버스가 2차 항해 때 사탕수수 뿌리를 가져간 이후 사탕수수가 본격적으로 플랜테이션 재배되기 시작한 카리브해 지역, 브라질, 남아메리카 북부 지역이 그 기원이다. 영국 식민지, 스페인 식민지, 프랑스 식민지였던 곳에서 현재까지도 만들고 있다. 럼의 도수는 최소 40도이며, 참나무 통에서 숙성을 얼마나 오래시키는가에 따라서 투명, 연한 황갈색, 짙은 갈색을 띤다. 콜라와 섞고 얼음을 넣어서 주로 마시며, 다양한 칵테일의 베이스가 된다.

## 생산방법
다른 주류와 달리 럼은 정해진 생산 방법이 없다. 대신 럼 생산은 지역과 증류업체에 따라 다른 전통적인 스타일을 기반으로 한다.

### 수확
사탕수수는 전통적으로 사탕수수 마체테 커터를 통해 땅 가까이에서 사탕수수를 자르고, 그 위에 당이 가장 많이 농축된 부분을 잘라낸 다음 녹색 끝을 잘라낸다. 숙련된 커터는 평균적으로 하루에 3톤의 사탕수수를 자를 수 있지만, 이는 기계로 자를 수 있는 양의 일부에 불과하므로 현재는 기계식 수확이 활용된다.

### 추출
사탕수수는 약 63%~73%의 물, 12%~16%의 수용성 당, 2%~3%의 비당, 그리고 11%~16%의 섬유질로 구성되어 있다. 물과 설탕즙을 추출하기 위해 수확한 사탕수수를 깨끗이 씻고, 작은 길이로 자르고, 분쇄(압착)한다.

### 발효

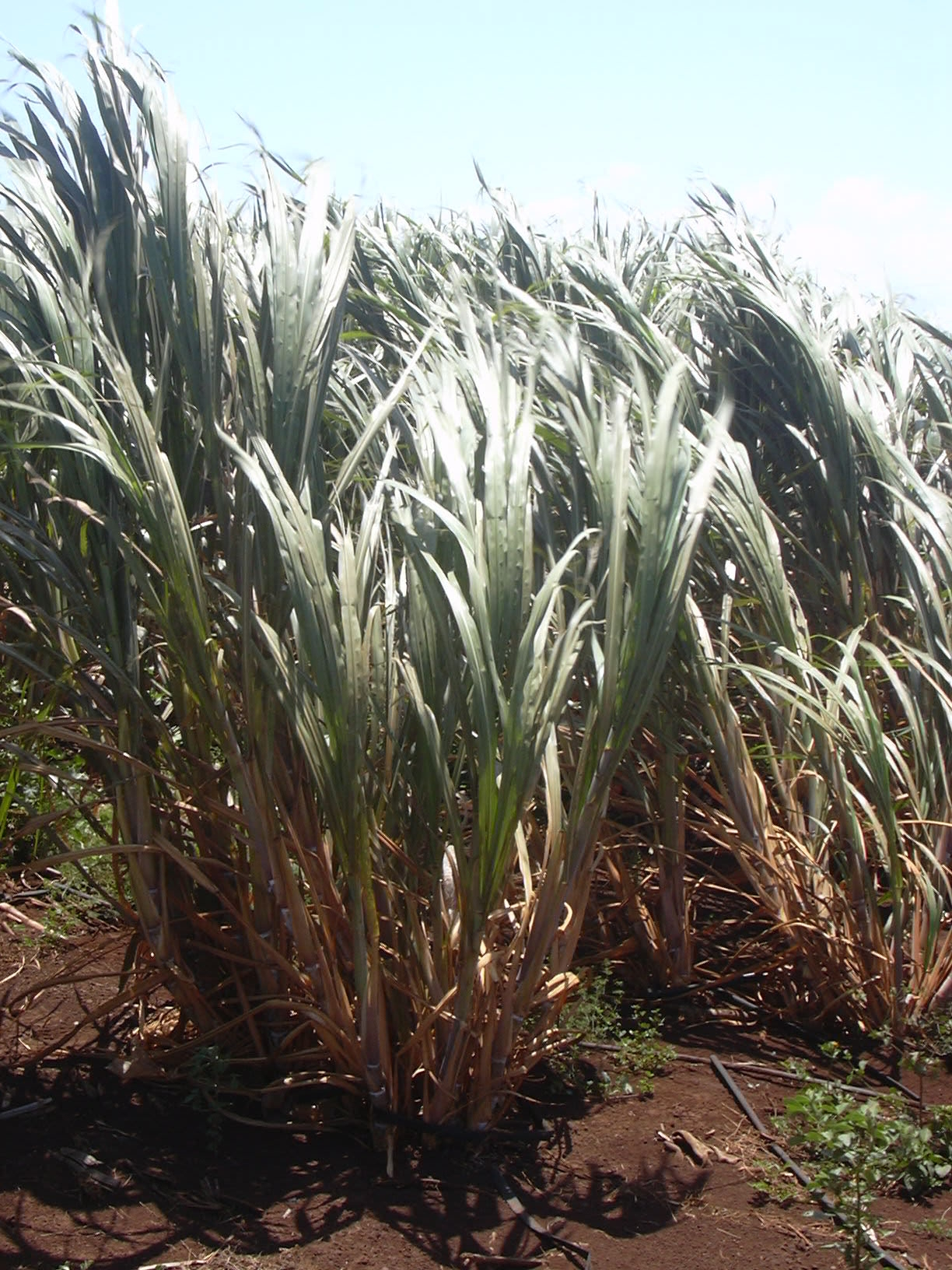
사탕수수를 수확하여 사탕수수즙과 당밀을 만든다.

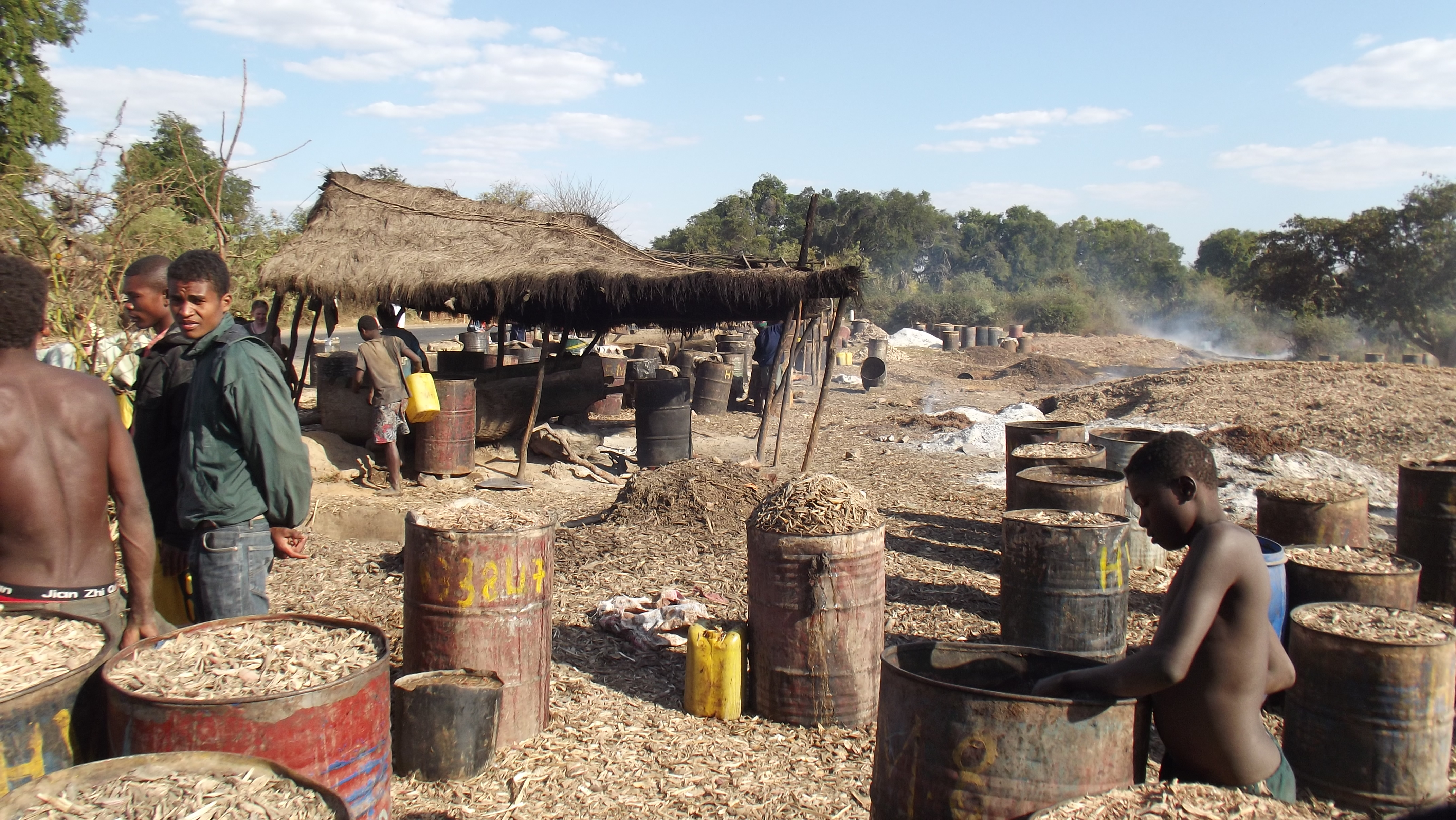
N7 도로를 따라 있는 Artisanal 럼 증류소

대부분의 럼은 사탕수수로 만든 당밀에서 생산된다. 럼의 품질은 만드는 데 사용된 사탕수수의 품질과 종류에 따라 달라진다. 사탕수수의 품질은 재배된 토양 유형과 기후에 따라 달라진다. 카리브해 내에서 이 당밀의 대부분은 브라질에서 생산된다.
주목할 만한 예외는 프랑스어권 섬인데, 이 지역에서는 사탕수수 주스를 기본 재료로 더 많이 사용한다. 브라질에서는 사탕수수즙으로 만든 증류주를 럼과 구별하여 카샤사(cachaça)라고 부른다.
발효 과정을 시작하기 위해 기본 재료에 효모와 물을 첨가한다.
일부 럼 생산업체는 야생 효모가 발효를 진행하도록 하지만, 대부분은 일관된 맛과 예측 가능한 발효 시간을 제공하기 위해 특정 효모 균주를 사용한다. 이전 발효 과정에서 나오는 효모가 풍부한 거품인 던더는 자메이카의 전통적인 효모 공급원이다.
자메이카의 마스터 블렌더인 조이 스펜스는 "사용되는 효모가 최종 맛과 향을 결정한다"라고 말했다.
바카디와 같이 가벼운 럼을 만드는 증류업체는 작용 속도가 빠른 효모를 사용하는 것을 선호한다.
느리게 작용하는 효모를 사용하면 발효 중에 더 많은 에스테르가 축적되어 더 풍부한 맛의 럼을 만들 수 있다.
2-에틸-3-메틸 부티르산과 에틸 부티레이트, 에틸 헥사노에이트와 같은 발효 산물 덕분에 럼의 단맛과 과일 향이 난다.

### 증류
발효된 제품은 증류과정을 거친다. 럼 생산의 다른 모든 측면과 마찬가지로 증류에는 별도로 정해진 방법이 없다. 일부 생산자는 단식 증류를 사용하여 배치로 작업하지만 대부분의 럼 생산은 연속 증류를 사용하여 수행된다.
단식 증류에서 나오는 럼은 연속 증류에서 나오는 럼보다 성분을 더 많이 포함하고 있어서 맛이 더 풍부한 럼을 만들어낸다.

### 숙성과 블렌딩
많은 나라에서는 럼을 최소 1년 이상 숙성하도록 규정하고 있다. 이 숙성은 일반적으로 사용된 버번 통에서 이뤄지지만 다른 유형의 나무통이나 스테인리스 스틸 탱크에서도 이뤄질 수 있다. 숙성 과정은 럼의 색상을 결정한다. 오크통에서 숙성하면 색이 어두워지는 반면 스테인리스 스틸 탱크에서 숙성된 럼은 사실상 무색을 유지한다.
대부분 럼 생산 지역에 공통적인 열대 기후로 인해 럼은 위스키나 브랜디보다 훨씬 빠른 속도로 숙성된다(즉, 비슷한 수준의 숙성을 달성하는 데 훨씬 더 짧은 시간이 걸린다). 이 더 높은 속도의 지표는 천사의 몫, 즉 증발로 인해 손실되는 제품의 양이다. 프랑스나 스코틀랜드에서 숙성된 제품은 매년 약 2%가 손실되는 반면, 열대 럼 생산자는 최대 10%가 손실될 수 있다.
럼은 숙성 후 일관된 풍미를 보장하기 위해 일반적으로 블렌딩 된다. 이는 럼 제조 과정의 마지막 단계이다. 블렌딩하는 동안, 라이트 럼은 숙성 중에 생긴 색을 제거하기 위해 걸러낼 수 있다. 다크 럼의 경우, 색을 내기 위해 카라멜을 첨가할 수 있다.
열과 빛을 이용한 인공 숙성을 통해 훨씬 짧은 시간 안에 오래된 럼의 분자 구성을 맞추려는 시도가 있었다.

## 같이 보기
- 그로그

1. ↑  “Sugarcane Machete”. 《National Museum of American History》 (영어). 2005.
2. ↑  “Chapter 3 Sugar cane”. 《Food and Agriculture Organization of the United Nations》 (영어).
3. ↑  Frost, Doug (2005년 1월 6일). “Rum makers distill unsavory history into fresh products”. 《San Francisco Chronicle》.
4. 1 2 3 4  Pacult, F. Paul (July 2002). “Mapping Rum By Region”. Wine Enthusiast Magazine. 2013년 10월 29일에 원본 문서에서 보존된 문서.
5. ↑  “The Pirate Surgeon's Journal: Golden Age of Piracy: Booze, Sailors, Pirates and Health, Page 10”.
6. ↑  Fahrasmane; Ganou-Parfait (June 1998). “Microbial Flora of Rum Fermentation Media”. 《Journal of Applied Microbiology》 (영어) 84 (6): 921–928. doi:10.1046/j.1365-2672.1998.00380.x. ISSN 1364-5072. S2CID 59361248.
7. 1 2 3 4 5  Vaughan, Mark (1994년 6월 1일). “Tropical Delights”. Cigar Aficionado. 2005년 3월 9일에 원본 문서에서 보존된 문서. 2005년 6월 7일에 확인함.
8. ↑  Cooper 1982, 54쪽.
9. ↑  Nicol, Denis A. (2003). 〈Rum〉.   Lea, Andrew G.H.; Piggott, John R. 《Fermented Beverage Production》. Springer, Boston, MA. 263–287쪽. doi:10.1007/978-1-4615-0187-9_12. ISBN 978-0-306-47706-5.
10. ↑  “Consolidated Federal Laws of Canada, Food and Drug Regulations”. 《laws.justice.gc.ca》 (영어). 2017년 7월 19일에 확인함.
11. ↑  “Manufacturing Rum”. 2003년 11월 20일에 원본 문서에서 보존된 문서. 2012년 11월 6일에 확인함.
12. ↑  Curtiss, Wayne. “One Man's Quest to Make 20-Year-Old Rum in Just Six Days”. 《Wired》. 30 May 2017호. 2017년 7월 28일에 확인함. |magazine=에 라인 피드 문자가 있음(위치 12) (도움말)